# Sông Saskatchewan
Sông Saskatchewan (Tiếng Cree: kisiskāciwani-sīpiy, "dòng sông chảy xiết") là một con sông lớn ở Canada, dài khoảng 550 km, chảy về phía Đông qua 2 tỉnh Saskatchewan và Manitoba và đổ vào hồ Winnipeg. Xuyên xuốt các nhánh của nó là sông Bắc Saskatchewan và Nam Saskatchewan, lưu vực của nó bao gồm phần lớn các vùng thảo nguyên ở miền trung Canada, trải dài về phía tây từ dãy núi Rocky ở Alberta đến Tây Bắc bang Montana ở Hoa Kỳ. Khoảng cách từ con sông này tới đầu nguồn xa nhất (sông Bow - là một phụ lưu của sông Nam Saskatchewan ở tỉnh Alberta) của nó lên tới 1939 km.